# Diplazon bradleyi
Diplazon bradleyi là một loài tò vò trong họ Ichneumonidae.